# 玉蔵院 (足立区)
玉蔵院（ぎょくぞういん）は、東京都足立区保木間にある真言宗豊山派の寺院。新四国四箇領八十八箇所霊場第83番札所。

## 歴史
1486年（文明18年）、空眼によって開山された。空眼は九州出身で各地を巡行し、この地に庵を結んだのが当寺の起源である。
参道には六地蔵が安置しており、境内には庚申塔や新四国四箇領八十八ヵ所霊場83番札所の石塔がある。
本尊は地蔵菩薩で、「開運地蔵菩薩」と呼ばれている。五頭身であるので、まるで少年のような印象を受ける地蔵である。

## 交通アクセス
- 竹ノ塚駅より徒歩20分（経路案内）。